# Marco de Vargas
Marco Aurélio Martins de Vargas (Porto Alegre, 7 de abril de 1973), conhecido profissionalmente como Marco de Vargas, é um jornalista, radialista e locutor esportivo brasileiro. Atualmente é o narrador da TV Cultura.
Ao narrar futebol, Marco de Vargas se caracteriza e é conhecido por utilizar o bordão "É rede!" no momento do gol. 

## Carreira

### Início
Começou na carreira ainda muito jovem, antes mesmo de se profissionalizar, no interior de São Paulo e do Paraná trabalhando para emissoras de rádio em AM e FM. Atuou em várias funções na comunicação escrita e falada, com destaque para a apresentação de programas e, principalmente, a locução esportiva de diversas modalidades primeiramente no rádio e posteriormente na televisão.
No começo da carreira utilizou alguns pseudônimos, até adotar o nome profissional de "Marco Aurélio", passando para "Marco Aurélio Vargas" e posteriormente chegando ao atual "Marco de Vargas", desde 2007.
Embora seja gaúcho de nascimento e tenha começado a carreira no rádio, Marco de Vargas teve apenas três passagens por emissoras gaúchas, sempre no esporte: entre 2001 e 2002 na Rádio LBV AM de Porto Alegre, entre 2002 e 2004 na extinta Rádio Metrô FM (atual Rádio Gaúcha FM) de Porto Alegre e entre 2004 e 2006 na Rádio Independente AM de Lajeado.
No ano de 2005, Marco foi selecionado dentre centenas de candidatos de todo o Brasil e participou da primeira Oficina de Narradores da Rede Globo e do Sistema Globo de Rádio, no Rio de Janeiro, sob a direção de Luiz Fernando Lima, na época diretor de esportes da Rede Globo e posteriormente diretor da Central Globo de Esportes (CGESP). Um dos seus colegas de Oficina na Globo foi o também jornalista Britto Júnior.
No Grupo RBS, sua base profissional na televisão, desempenhou as funções de narrador esportivo e apresentador, atuando pela TVCOM, emissora de televisão em UHF da RBS no Rio Grande do Sul, além dos canais de televisão por assinatura SporTV e Premiere, da Globosat, nos mais variados eventos esportivos - desde futebol até hipismo. Também emprestou a sua voz para a locução comercial da RBS TV, da TVCOM e do Canal Rural.
Entre 2006 e 2010 foi o apresentador oficial da finalíssima do tradicional concurso de beleza gaúcho Garota Verão, programa exibido ao vivo pela RBS TV.
No final de 2010 surgiu um boato de que Marco poderia ser utilizado pela Rede Globo, numa composição com outros nomes do SporTV.

### Fox Sports Brasil
Em dezembro de 2011, Marco de Vargas foi convidado pela Fox International Channels para formar a base de profissionais que deu início ao projeto Fox Sports Brasil, canal de esportes da News Corporation lançado no país em 5 de fevereiro de 2012 .
Foi o narrador incumbido de comandar o primeiro jogo de futebol ao vivo pela nova emissora de esportes, na aguardada pré-estreia do Fox Sports Brasil que aconteceu na noite de 25 de janeiro de 2012, com a transmissão, através de um pool entre os canais FX e Speed Channel, da partida entre Internacional x Once Caldas pela primeira fase da Copa Libertadores da América. O jogo, que teve transmissão ao vivo para todo o Brasil, foi narrado direto do Beira-Rio por Marco de Vargas, comentado por Paulo Júlio Clement e Carlos Eugênio Simon e reportado por Fernando Caetano e Victorino Chermont.
Durante a cobertura da Copa Libertadores da América de 2012, competição mais importante no início das operações do Fox Sports Brasil, Marco esteve à frente de algumas das transmissões de maior audiência do canal, como Santos x Vélez Sarsfield na fase quartas de final. Coube também a Marco de Vargas a responsabilidade de narrar ao vivo o jogo que finalizou a cobertura da Copa Libertadores da América de 2012 pelo novo canal e que marcou o título inédito do Corinthians logo no ano de estreia do Fox Sports Brasil no país. A partida entre Corinthians x Boca Juniors, na noite de 4 de julho de 2012, foi narrada no Fox Sports Brasil por Marco de Vargas, comentada por Paulo Júlio Clement e Carlos Eugênio Simon e reportada por Fernando Caetano e Victorino Chermont, direto do Estádio do Pacaembu. A cobertura do canal, neste dia, contou com a participação dos principais nomes da equipe Fox Sports Brasil e teve mais de doze horas de programação ao vivo.
Em 2020, devido a fusão Disney-FOX, Marco de Vargas foi dispensado pelo canal.

### TV Cultura
Após a TV Cultura passar a transmitir a Fórmula E na TV aberta, a emissora escolheu Marco de Vargas e Fábio Seixas para narração e comentários. Além disso, narrou também a Liga Europa da UEFA nas temporadas 21/22, 22/23 e 23/24, porque a TV Cultura transmitiu como sublicenciada do SBT até o fim do contrato e a ida da competição para a Band. Mas compraram os direitos da Bundesliga, a partir da temporada 2023/24 tendo Marco como parte da equipe de narradores. Além do Paulistão Série A2, onde foi o principal narrador em 2025, sendo escolhido para a final do campeonato.

### TV Walter Abrahão
Com a compra do Campeonato Catarinense de Futebol de 2021 pela TV WA em TV por Assinatura, a emissora o escolheu para ser um dos narradores da partida, junto com Leandro Quesada para os comentários. Ele saiu do canal com a rescisão contratual da emissora com a competição.

### RecordTV
Em 25 de novembro de 2021, Marco assinou contrato com a RecordTV para ser o principal narrador da cobertura do Paulistão 2022, transmitido com exclusividade pela emissora em TV Aberta. O contrato cobria apenas o período do torneio.

### Polêmicas
No dia 6 de agosto de 2019 o Fox Sports suspendeu o narrador por 15 dias, após os comentários feitos durante o encerramento de uma transmissão ao vivo da Copa Libertadores da América para o Facebook Watch em 25 de julho, onde diz que foi convidado para "dar uma passadinha lá na casa das meninas", dando a entender que iria a um bordel.
O jornalista ficou conhecido em Portugal pelos insultos proferidos no programa Expediente Futebol do Fox Sports que se tornou mais tarde viral nas redes sociais ao criticar o então recém chegado técnico de futebol Jorge Jesus ao Clube de Regatas do Flamengo. Além de criticar o técnico português, Marco de Vargas ainda desdenhou do futebol e campeonato português gerando uma onda de criticas ao comentador sendo acusado de falta de respeito por vários meios de comunicação em Portugal.